# فيلي مارتينيز
فيلي مارتينيز (بالإسبانية: Willie Martínez)‏ هو لاعب كرة قاعدة فنزويلي، ولد في 4 يناير 1978 في باركيسيميتو في فنزويلا.

## وصلات خارجية
- فيلي مارتينيز على موقعبيزبول رفرنس.كوم (الدوري الرئيسي) (الإنجليزية)